# اعتراضات جنگ غزه
جنگ غزه، اعتراضات، تظاهرات‌ها و سوگواری‌هایی را در سراسر جهان برانگیخته است. این رویدادها بر موضوعات مختلفی از جمله درخواست آتش‌بس، پایان حصر و اشغال گری، بازگشت گروگان‌های اسرائیلی، اعتراض بر جنایات جنگی و فراهم آوریکمک‌های بشردوستانه برای غزه متمرکز بود. اعتراضات علیه اقدام اسرائیل در غزه به‌طور قابل توجهی در سراسر جهان عرب گسترده بود. از زمان آغاز جنگ در ۷ اکتبر ۲۰۲۳، تعداد کشته‌ها از ۳۰٬۰۰۰ نفر فراتر رفته است.
برخی از اعتراضات حامی فلسطین منجر به خشونت و اتهامات یهودستیزی شده است و در نتیجه در برخی از کشورهای اروپایی، برخی حمایت‌های عمومی از فلسطین و آرمان فلسطین جرم انگاری شده و کشورهایی مانند فرانسه، آلمان، بریتانیا و مجارستان محدودیت‌هایی را اعمال کرده‌اند. سخنرانی سیاسی طرفدار فلسطین این درگیری همچنین باعث اعتراضات گسترده در سفارتخانه‌های اسرائیل و ایالات متحده در سراسر جهان شد.
تحقیقات پروژه داده‌های مکان و رویداد درگیری‌های مسلحانه نشان داد که از ۷ اکتبر تا ۲۴ نوامبر، حداقل ۷۲۸۳ تظاهرات حامی فلسطین و ۸۴۵ اعتراض طرفدار اسرائیل در سراسر جهان برگزار شده است.

## اعتراضات بر پایه قاره

### اروپا

#### فرانسه
در واکنش به فراخوان خالد مشعل برای «روز خشم»، دولت تظاهرات حامی فلسطین را ممنوع اعلام کرد. وزیر کشور جرالد دارونین گفت که چنین تجمعاتی احتمالاً باعث اختلال در نظم عمومی می‌شود.
با این حال، در شب ۱۲ اکتبر، پلیس برای درهم شکستن تظاهرات ممنوعه طرفدار فلسطین در پاریس، گاز اشک آور و ماشین‌های آب پاش شلیک کرد. در همان روز، شورای نمایندگی مؤسسات یهودی فرانسه تظاهراتی برای حمایت از اسرائیل ترتیب داد. این منجر به آن شد که رئیس‌جمهور امانوئل مکرون از شهروندان خواست از گسترش درگیری خودداری کنند.
در ۱۴ اکتبر، روزنامه‌نگار فرانسوی الجزایری طه بوحاف در حالی که یک تظاهرات حامی فلسطین در پاریس را پوشش می‌داد دستگیر شد. او به مجله +۹۷۲ گفت که مردم در حال «خفه شدن توسط پلیس» هستند و پلیس او را به دلیل شرکت در «تظاهرات غیرقانونی» با وجود نشان دادن کارت مطبوعاتی خود جریمه کرد. او همچنین مدعی شد که پلیس تهدید کرده است که در صورت مشاهده مجدد او در تظاهرات، پاهای او را خواهد شکست.
در ۲۲ اکتبر، فرانسه اولین تظاهرات مجاز خود را برای حمایت از فلسطین برگزار کرد و ۱۵۰۰۰ شرکت کننده در آن شرکت کردند که شعار می‌دادند «غزه، پاریس با توست.»
در ۱۲ نوامبر، بیش از ۱۰۰۰۰۰ نفر علیه یهودستیزی در پاریس راهپیمایی کردند. الیزابت بورن نخست‌وزیر، روسای مجالس علیا و پایین پارلمان فرانسه، فرانسوا اولاند و نیکلا سارکوزی روسای جمهور سابق و چندین سیاستمدار برجسته به تظاهرکنندگان پیوستند. با این حال، حضور مارین لوپن، رهبر راست افراطی رالی ملی، که حزبش سابقه یهودی‌ستیزی داشته است، باعث انتقاد برخی از شرکت کنندگان مانند بورن، که دختر بازماندگان هولوکاست است، شد. در ۲۱ ژانویه ۲۰۲۴، پلیس پاریس یک رژه اتومبیل را که پرچم‌های فلسطین را به اهتزاز درآورده بود، متوقف و متفرق کرد. در ۲۲ ژانویه، نماینده پارلمان لوئیس بویارد توسط یک فعال طرفدار اسرائیل مورد حمله لفظی و تهدید قرار گرفت. تظاهرات گسترده‌ای در مارسی در حمایت از فلسطین در ۱۸ فوریه رخ داد. در ۲۵ آوریل، دانشجویان دانشگاه سوربن از دولت فرانسه خواستند تا به فلسطینیان کمک کند.

### آلمان
در 15 مه 2025 جمعیت حامیان فلسطین به مناسبت هفتاد و هفتمین سالگرد روز نکبت در منطقه کرویتس‌برگ در برلین تجمع کردند. این تظاهرات توسط پلیس به خشونت کشیده شد و عده ای زخمی و ده‌ها نفر بازداشت شدند.

### آمریکای شمالی

#### ایالات متحده آمریکا
در ۸ اکتبر ۲۰۲۳، یک روز پس از حمله حماس به اسرائیل، صدها تظاهرکننده حامی فلسطین در میدان تایمز شهر نیویورک تجمع کردند و پرچم‌های فلسطین را به اهتزاز درآوردند و شعارهای «مقاومت موجه است»، «جهانی‌سازی انتفاضه»، «از نهر تا بحر، فلسطین، آزاد خواهد شد، به هر طریقی که لازم باشد»، «افتخار بر شهدای ما» و «کشور شهرک‌نشین صهیونیستی را در هم بشکنید». ده‌ها تن از معترضان طرفدار اسرائیل نیز تظاهرات متقابلی را با خواندن هتیکوا و شعارهای «دیگر هرگز» و «مردم اسرائیل زندگی می‌کنند» به زبان عبری ترتیب دادند. تنش‌ها بین دو طرف بالا گرفت و معترضان طرفدار فلسطین با اشاره به تعداد کشته‌شدگان اسرائیلی‌ها در آن لحظه، شعار «۷۰۰» سر دادند، در حالی که معترضان طرفدار اسرائیل آنها را «تروریست» و «قاتل» نامیدند.
در ده روز پس از حمله، ایالات متحده بیش از ۴۰۰ تظاهرات و بیداری مرتبط برگزار کرد. تخمین زده می‌شود که ۱۸۰۰۰۰ تظاهرکننده و معترض، با تعداد تقریباً زوج در رویدادهای مربوط به نگرانی‌های اسرائیل و فلسطین حضور داشتند. مقامات منتخب ایالات متحده با اکثریت قاطع در مراسم‌های بیشتری در حمایت از اسرائیل شرکت کردند. تخمین زده می‌شود که یک سوم از تمام تظاهرات ضد جنگ با معترضان متقابل روبرو شد که در برخی مواقع خشونت‌آمیز بودند. در هفته دوم جنگ، تعداد تظاهرات حامی فلسطین در ایالات متحده از تعداد تظاهرات طرفدار اسرائیل بیشتر شد.
دانشجویان در ایالات متحده خطر از دست دادن فرصت‌های شغلی آینده در زمان شرکت در تظاهرات علیه اقدام نظامی در غزه را گزارش دادند. بیش از ۲۶۰ «حادثه سرکوب» علیه افراد مخالف جنگ گزارش شده است. یک سازمان غیرانتفاعی که افرادی را که شغل خود را به دلیل اعتراض به حقوق فلسطینی‌ها از دست داده‌اند نمایندگی می‌کند، شرایط در ایالات متحده را مک‌کارتیسم توصیف می‌کند.
طبق گزارش‌ها، ائتلاف اسرائیل در محوطه دانشگاه درگیر جاسوسی پنهانی علیه سازمان‌های دانشجویی طرفدار فلسطین بود.
سازمان Accuracy in Media (AIM) کامیون‌های داکسینگ را به پردیس‌های کالج در سراسر ایالات متحده فرستاد و نام و چهره افرادی را که به نظر آن‌ها طرفدار فلسطین می‌دانست نمایش می‌دادند. وب سایت مأموریت قناری لیست سیاه دانشجویانی را که درگیر فعالیت‌های طرفدار فلسطین بودند، تهیه کرد. اتحادیه آزادی‌های مدنی آمریکا از دانشکده‌های ایالات متحده خواست تا از آزادی بیان معترضان طرفدار فلسطین و ضد جنگ محافظت کنند. انجمن ملی وکلای دادگستری تمامی حملات علیه فعالیت‌های طرفدار فلسطین در دانشگاه‌ها را محکوم کرد.
کارکنان کنگره برای نمایندگان دموکرات گزارش دادند که تعداد زیادی تماس و ایمیل از رای‌دهندگان دریافت کرده‌اند که از نمایندگان خود خواسته بودند از آتش‌بس حمایت کنند. یکی از کارکنان خاطرنشان کرد: «تلفن در طول روز مدام زنگ می‌خورد» در ۴ نوامبر ۲۰۲۳، راهپیمایی ملی در واشینگتن: فلسطین آزاد در نشنال مال برگزار شد. حداقل دو آمریکایی شامل یک زن در آتلانتا و آرون بوشنل در واشینگتن دی سی در اعتراض به سیاست ایالات متحده در غزه خودسوزی کردند. هویت زنی که خودسوزی کرد به‌طور علنی اعلام نشد، اما در ۲ دسامبر ۲۰۲۳ وضعیت وی وخیم گزارش شد. پلیس آن را به عنوان «اقدام شدید سیاسی اعتراضی» توصیف کرد و به مردم اطمینان داد که هیچ اقدام تروریستی که منجر به تهدید کنسولگری اسرائیل شود؛ رخ نداده است. سرکنسول اسرائیل این اقدام را «نفرت نسبت به اسرائیل» توصیف کرد. بوشنل، یکی از اعضای فعال نیروی هوایی ایالات متحده، هنگام سوختن فریاد زد «فلسطین را آزاد کن». او را به بیمارستان بردند و مدتی بعد درگذشت.
در تظاهرات حامی فلسطین که توسط دانشجویان دانشگاه کلمبیا در نیویورک برگزار شد، معترضان شعار می‌دادند «فقط یک راه حل وجود دارد، انقلاب انتفاضه»، «یمن، یمن باعث افتخار ماست، کشتی دیگری را برگردان» (شعار طرفدار حوثی‌ها) و «NYPD, KKK, IDF، آنها همه یکسان هستند».
در روز قدس سال ۲۰۲۴ (۵ آوریل)، یک راهپیمایی در حمایت از فلسطین در دیربورن، میشیگان سازماندهی شد که در آن برخی از معترضان شعار مرگ بر آمریکا و مرگ بر اسرائیل سر دادند. کمیته قدس دیترویت که این راهپیمایی را سازماندهی کرد، در فیس بوک نوشت که این شعارها «اشتباه» است، اما آنها همچنین به انتقاد از سیاست خارجی ایالات متحده ادامه خواهند داد.